# Nobuhiro Shiba
Nobuhiro Shiba (japanisch 柴 暢彦 Shiba Nobuhiro; * 18. April 1974 in der Präfektur Osaka) ist ein ehemaliger japanischer Fußballspieler.

## Karriere
Shiba erlernte das Fußballspielen in der Schulmannschaft der Hosho High School und der Universitätsmannschaft der Fukuoka-Universität. Seinen ersten Vertrag unterschrieb er 1997 bei den Oita Trinity. Der Verein spielte in der zweithöchsten Liga des Landes, der Japan Football League. Für den Verein absolvierte er 13 Spiele. 1999 wechselte er zum Ligakonkurrenten Albirex Niigata. Für den Verein absolvierte er 65 Spiele. Danach spielte er bei den Thespa Kusatsu. Ende 2003 beendete er seine Karriere als Fußballspieler.